# Phoenicoparrus
Phoenicoparrus is een geslacht van vogels uit de familie flamingo's (Phoenicopteridae).

## Soorten
Het geslacht kent de volgende soorten:
- Phoenicoparrus andinus – Andesflamingo
- Phoenicoparrus jamesi – James' flamingo